# Praia da Oura
Praia da Oura
A Praia da Oura é uma praia situada no sítio denominado Oura, em Areias de São João, município de Albufeira. Dispõe de Bandeira Azul Situa-se a leste da Praia dos Aveiros e a oeste da Praia de Santa Eulália. Tem cerca de 900 m de comprimento por 450 metros de largura na maré vazia. Tem todos os apoios e serviços de praia, existindo comércio em toda a zona.
É uma das praias mais frequentadas pelos turistas que visitam o Algarve devido à presença de numerosos hotéis e aparthotéis em Areias de São João. É acessível pela Rua Ramalho Ortigão.

## Galeria

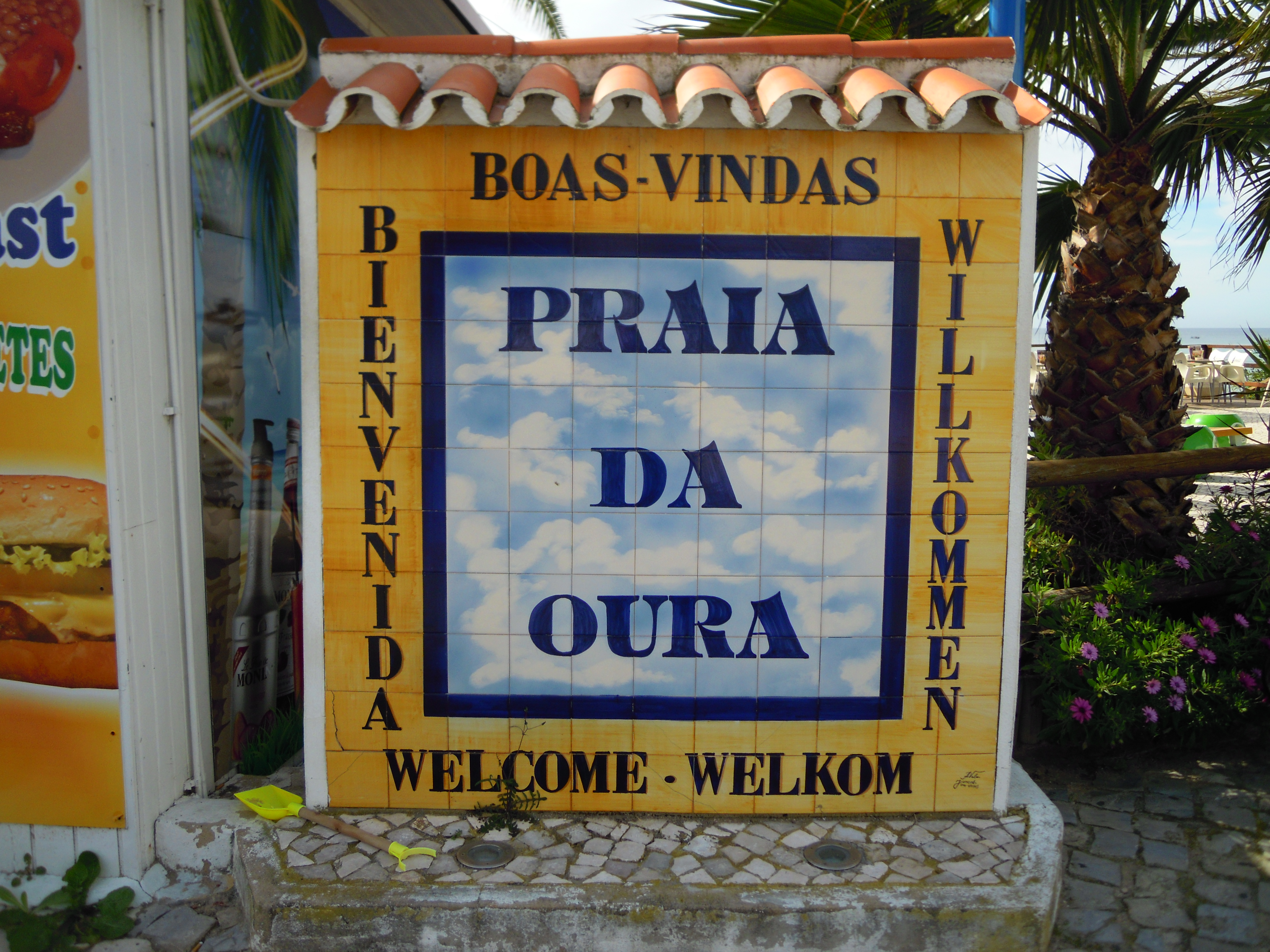
Sinal
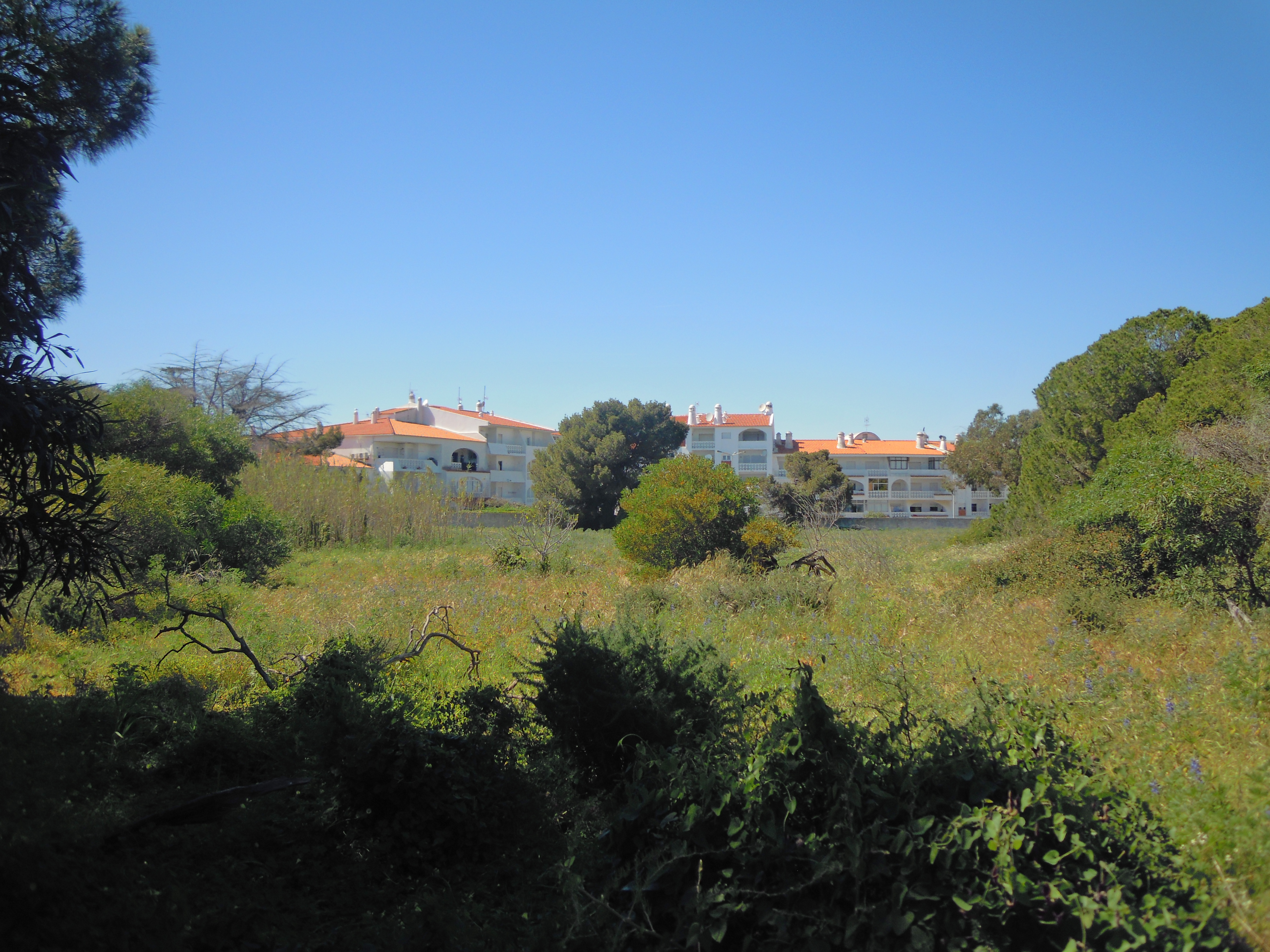
Pedra dos Bicos, sobre a Praia da Oura.
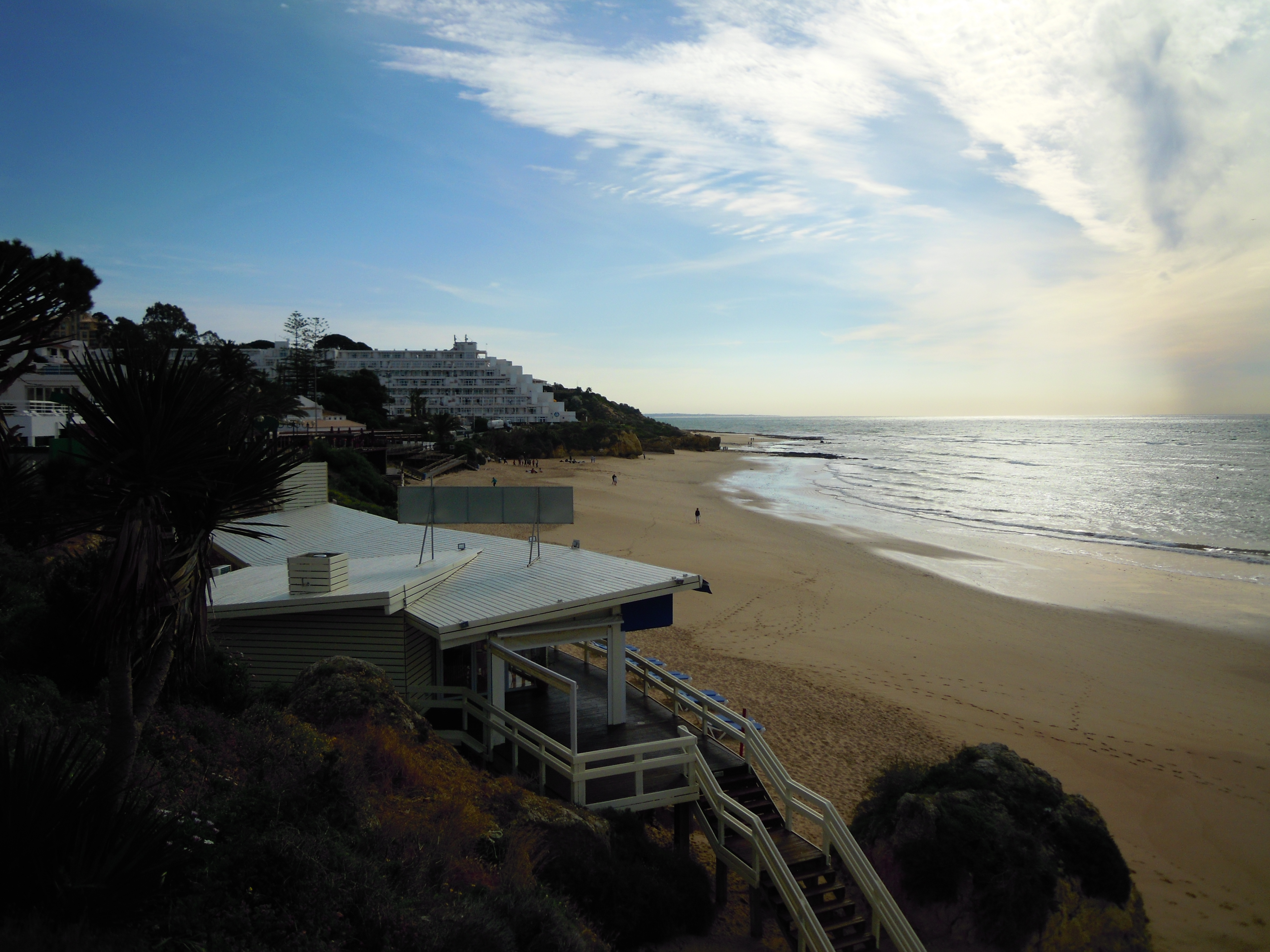
Panorama
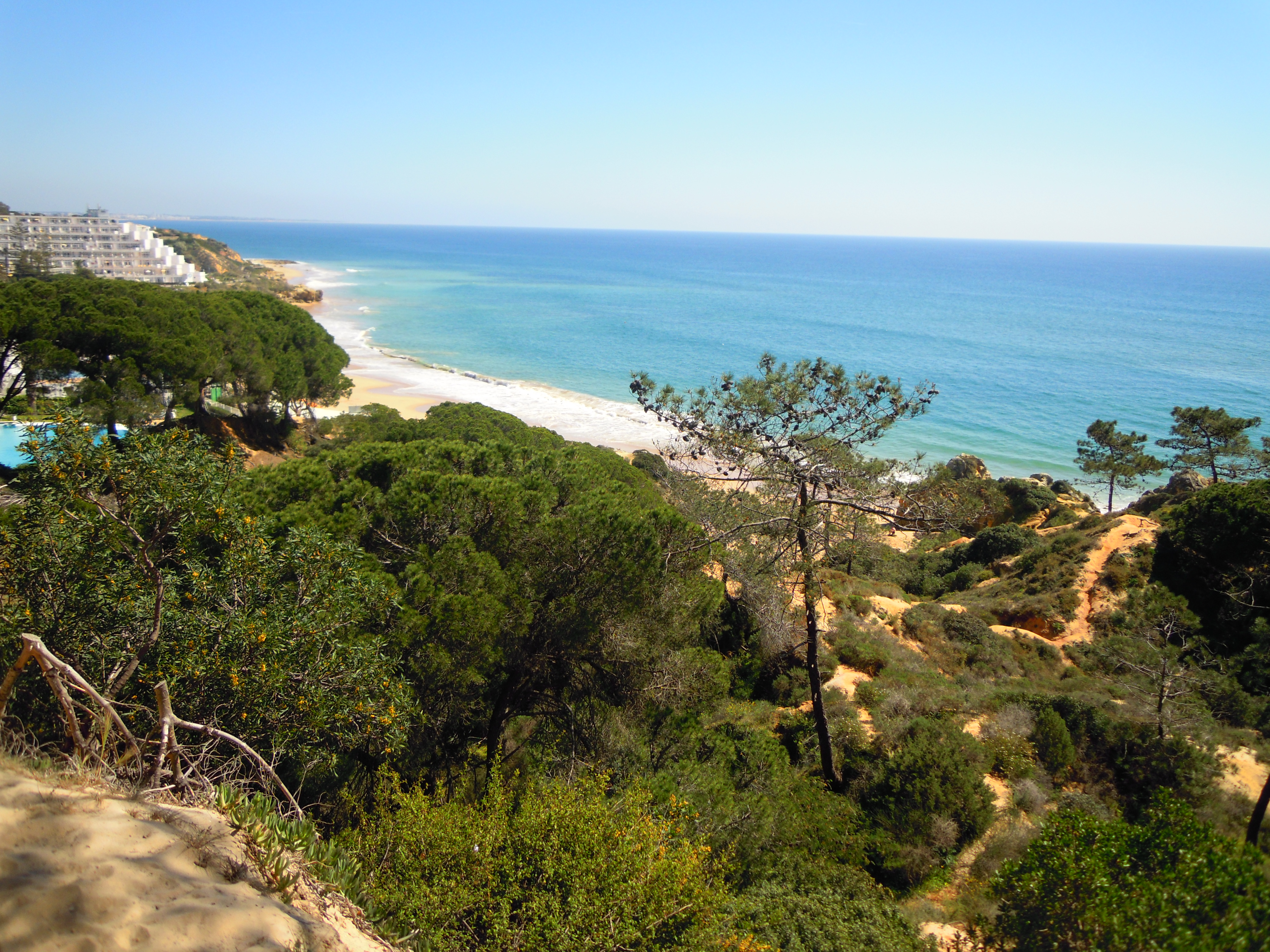
Pormenor da falésia da Praia da Oura
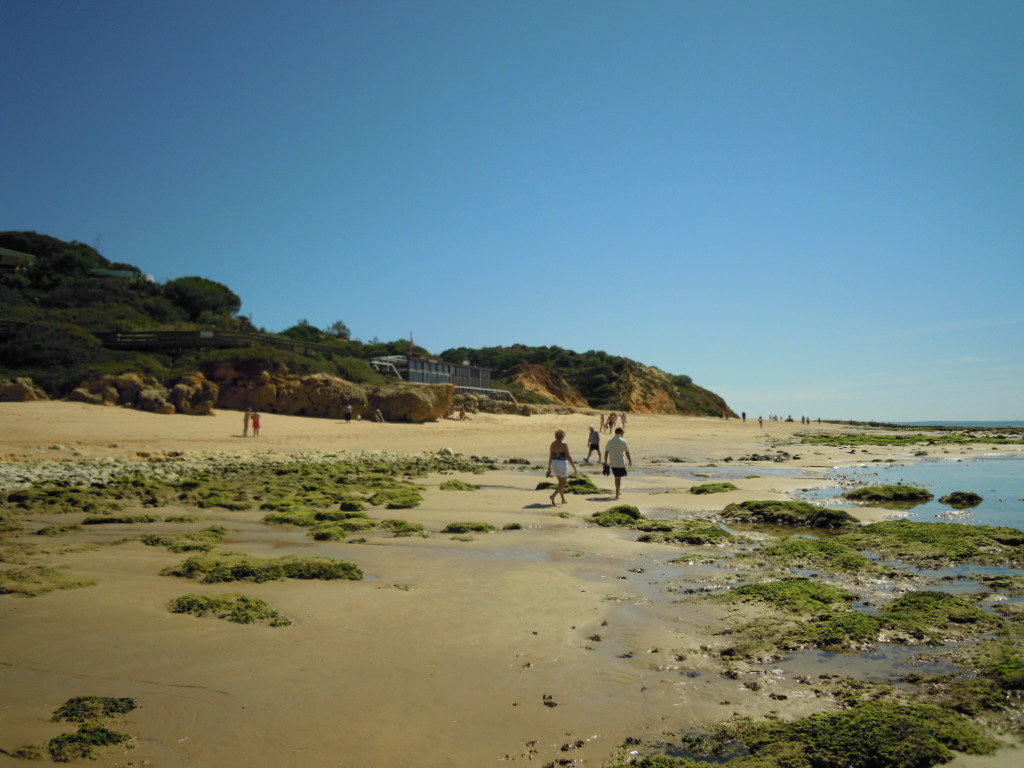
A parte oriental da praia, também chamada Praia dos Bicos.
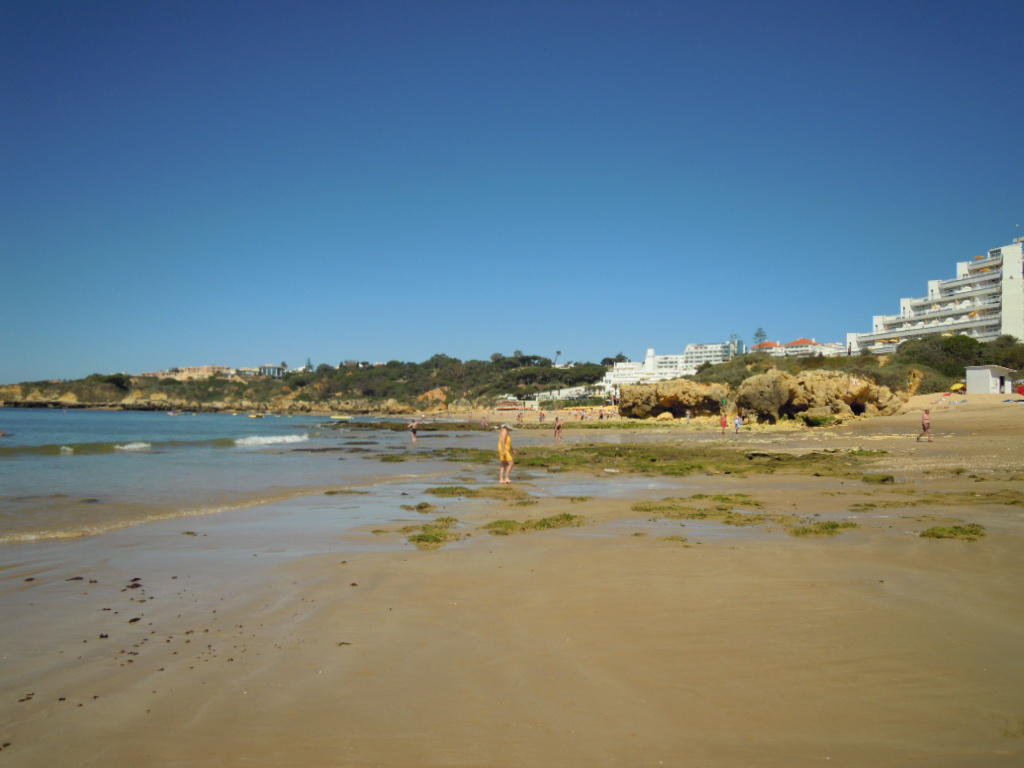
Vista para oeste
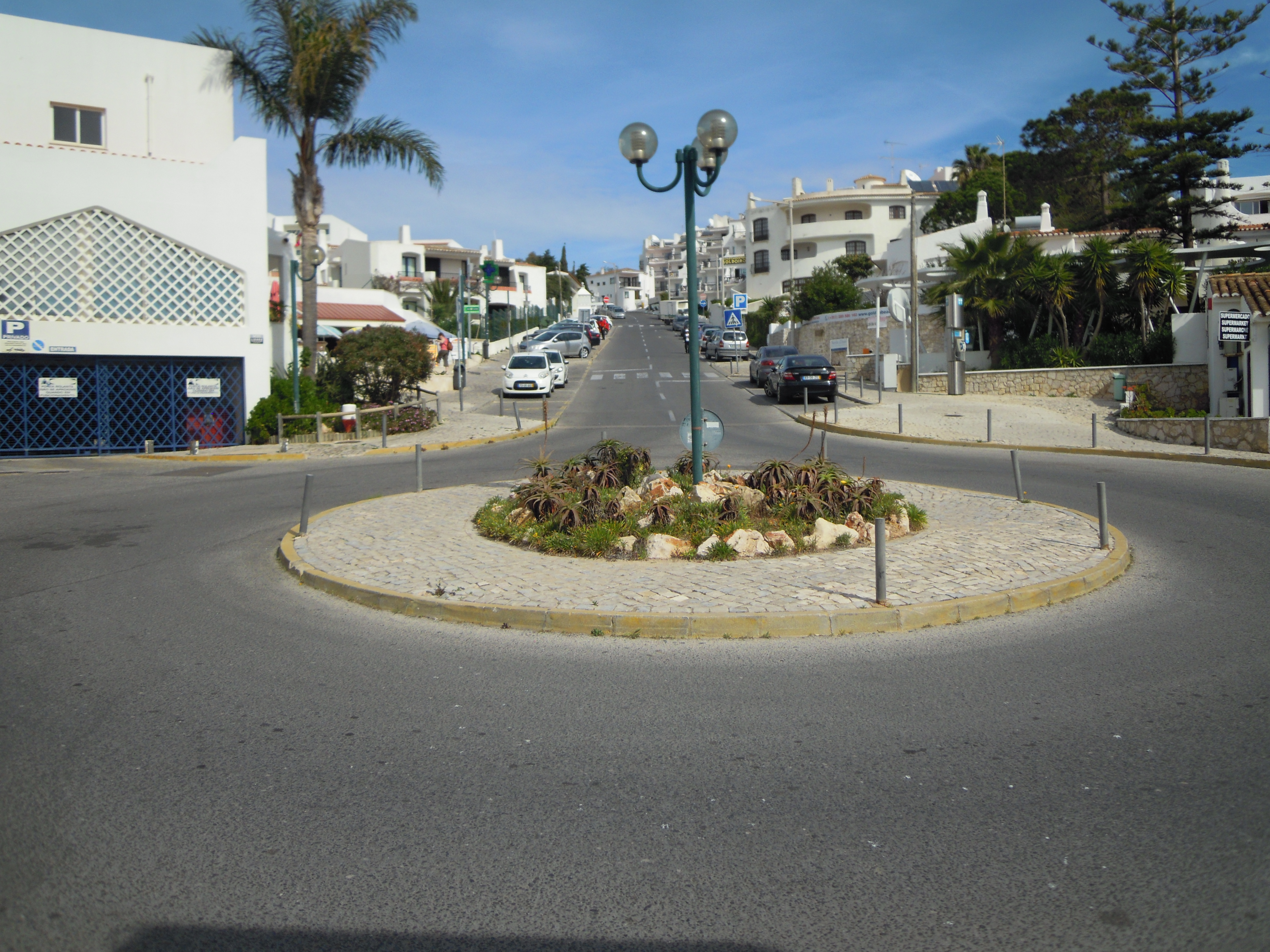
Rotunda no final da Rua Ramalho Ortigão.
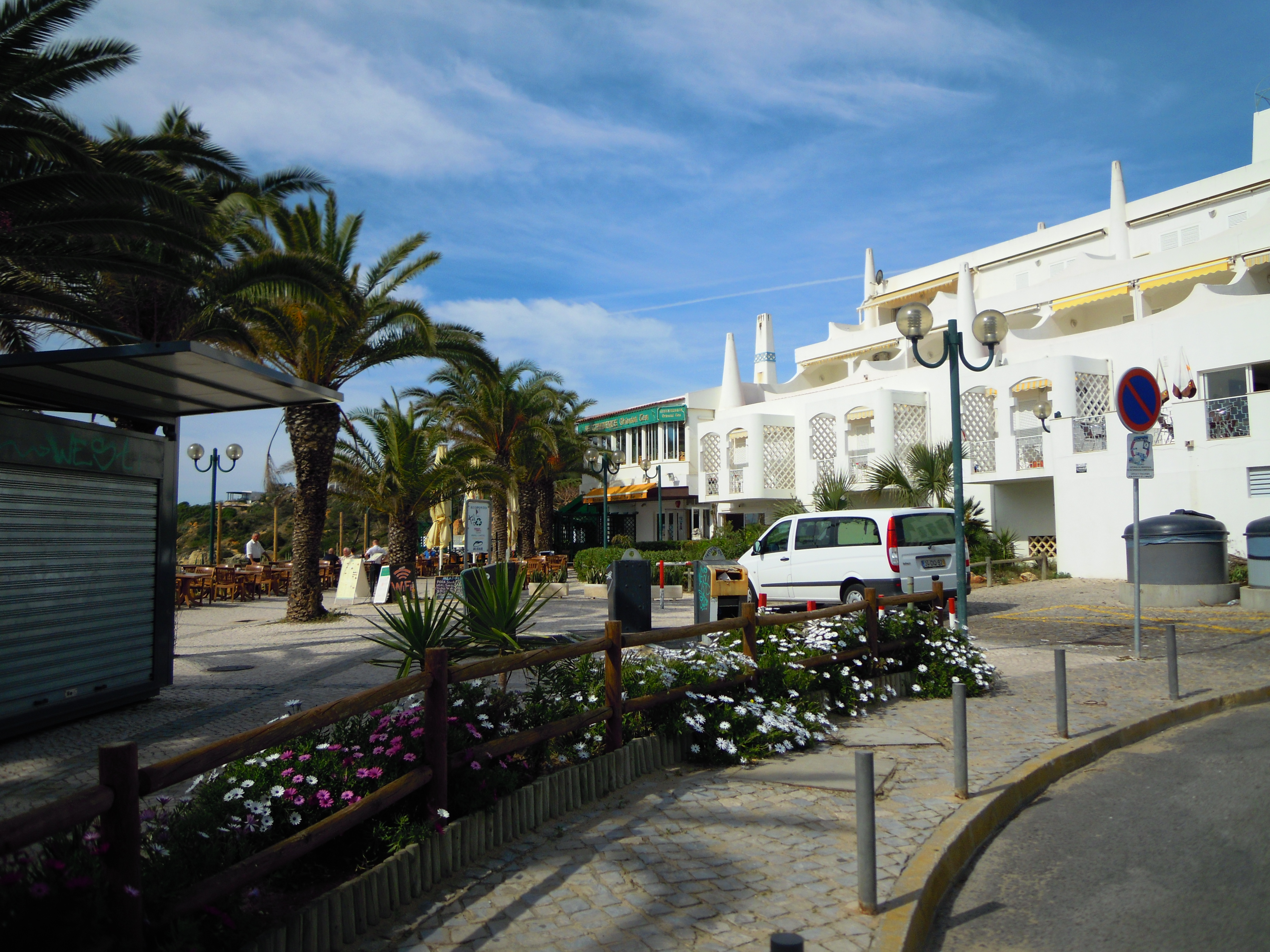
Parte da área comercial da Rua Ramalho Ortigão.